# Panicum hispidifolium
Panicum hispidifolium är en gräsart som beskrevs av Jason Richard Swallen. Panicum hispidifolium ingår i släktet vipphirser, och familjen gräs. Inga underarter finns listade i Catalogue of Life.